# Diplura (rodzaj)
Diplura – rodzaj pająków z infrarzędu ptaszników i rodziny Dipluridae. Obejmuje 18 opisanych gatunków. Zamieszkują Amerykę Południową.

## Morfologia i zasięg

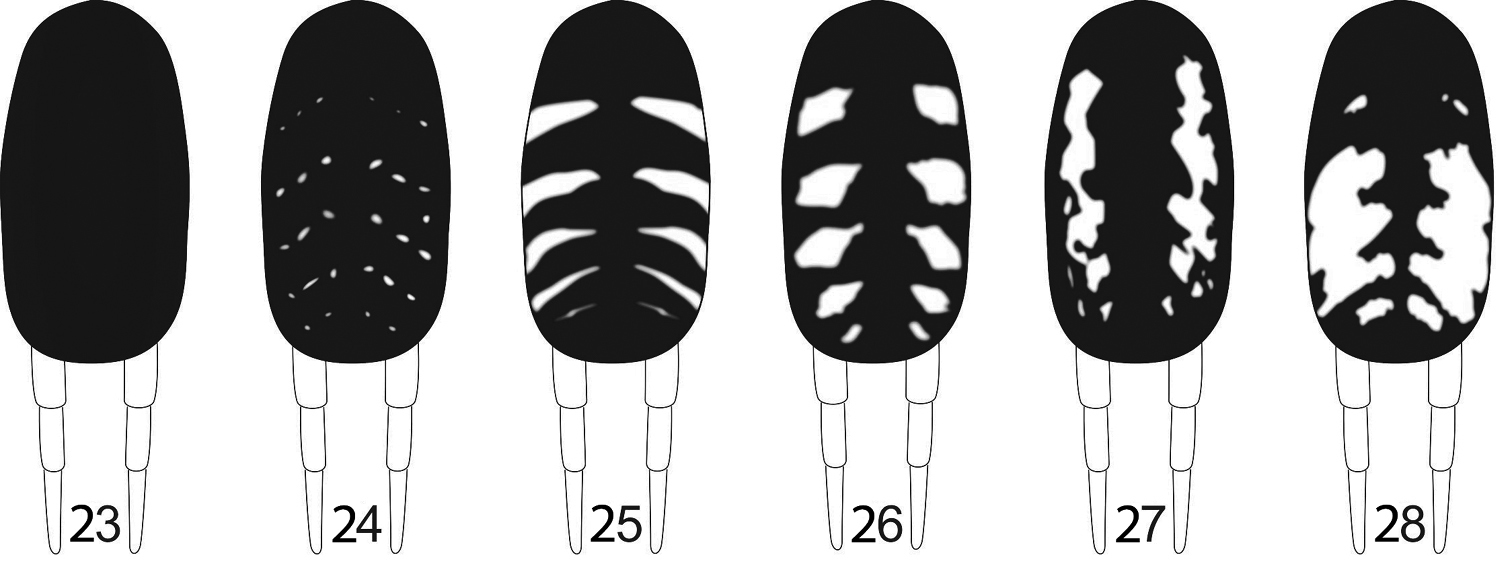
Wzory ubarwienia odwłoka występujące u rodzaju

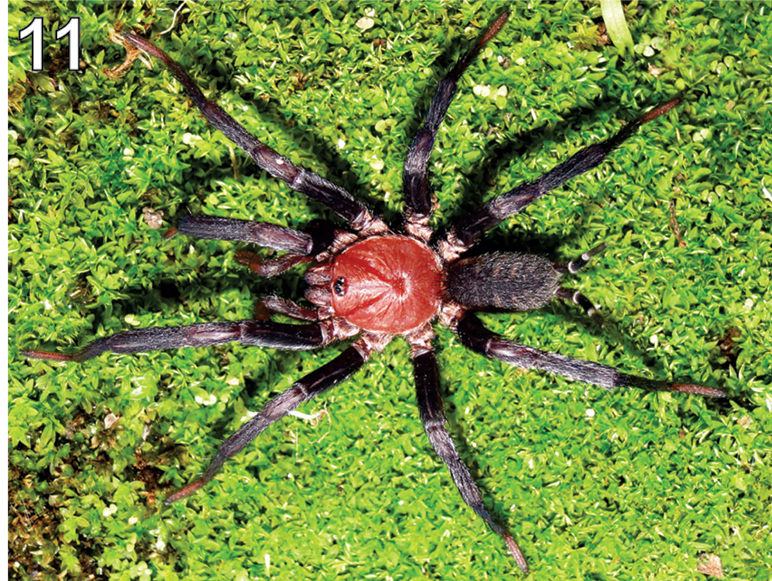
Diplura rodrigoi

Pająki brązowe do czarnych z jaśniejszym karapaksem i zwykle z jasnym wzorem na opistosomie (odwłoku), na który składać się mogą poprzeczne przepaski, plamki lub kropki. Położony na wewnętrznej powierzchni szczęk narząd strydulacyjny (lira) ma postać pojedynczego szeregu sztywnych szczecinek liczącego od 1 do 18 sztuk. Za lirą leży poprzeczny szew, a rejon poniżej jego nasadowego odcinka jest gładki lub zaopatrzony w kilka drobnych i cienkich szczecinek; brak tam występującego u Harmonicon i Trechona poletka szczecinek kolcowatych. W przeciwieństwie do innych Diplurinae stopy przedstawicieli rodzaju pozbawione są nibyczłonowania i mają tylko kilka pęknięć oskórka po brzusznej stronie. Skopule na stopach są krótkie i cienkie, a na nadstopiach bywają wręcz nieobecne. Nogogłaszczki samca mają golenie grubsze i krótsze niż inne Diplurinae, o stosunku długości do szerokości nieprzekraczającym 3,6. Samice mają zbiornik nasienny w formie dość krótkiej i szerokiej szypułki zwieńczonej grupą kulistych lub jajowatych płatów różnych rozmiarów; wyjątkiem jest D. mapingurai, u którego to szypułka jest dłuższa i cieńsza, a grupy płatów są dwie.
Rodzaj neotropikalny. 12 z 18 gatunków występuje endemicznie w Brazylii. Pozostałe znane są z Wenezueli, Ekwadoru, Boliwii, Paragwaju i Argentyny.

## Taksonomia
Takson ten wprowadzony został w 1850 roku przez Carla Ludwiga Kocha.
Do rodzaju tego należy 18 opisanych gatunków:
- Diplura annectens (Bertkau, 1880)
- Diplura argentina (Canals, 1931)
- Diplura catharinensis (Mello-Leitão, 1927)
- Diplura erlandi (Tullgren, 1905)
- Diplura garbei (Mello-Leitão, 1923)
- Diplura garleppi (Simon, 1892)
- Diplura lineata (Lucas, 1857)
- Diplura macrura (C. L. Koch, 1841)
- Diplura mapinguari Pedroso, Giupponi & Baptista, 2018
- Diplura nigra (F. O. Pickard-Cambridge, 1896)
- Diplura paraguayensis (Gerschman & Schiapelli, 1940)
- Diplura parallela (Mello-Leitão, 1923)
- Diplura petrunkevitchi (Caporiacco, 1955)
- Diplura riveti (Simon, 1903)
- Diplura rodrigoi Pedroso, Giupponi & Baptista, 2018
- Diplura sanguinea (F. O. Pickard-Cambridge, 1896)
- Diplura studiosa (Mello-Leitão, 1920)
- Diplura taunayi (Mello-Leitão, 1923)